# Paternalisme (personeelsbeleid)
Paternalisme (Van Dale: bevoogding/vaderlijk optreden) is een stroming binnen het personeelsbeleid. Met paternalisme wordt bedoeld dat de werkgever een bevoogdende houding inneemt ten opzichte van zijn werknemers; de werkgever bepaalt wat zijn werknemers nodig hebben en wat goed voor hen is. De zorg van de werkgever voor de werknemer wordt beschouwd als gunst, niet als een recht. De bevoogdende houding geldt niet alleen voor de zakelijke relatie tussen werkgever en werknemer, ook ten aanzien van het privéleven van de werknemer neemt de werkgever deze houding aan.

## België en Nederland
In Nederland en België bestond het paternalistische personeelsbeleid met name in de periode van de eerste industrialisatie en het vroeg-kapitalisme (circa 1830-1900). Een voorbeeld is de ondernemer Petrus I Regout (1801-1878), die vanaf 1834 in Maastricht een conglomeraat van glas- en aardewerkfabrieken stichtte (later Koninklijke Sphinx geheten). Regout vond dat hij de arbeiders, die twaalf uur per dag in zijn fabrieken werkten, een weldaad bezorgde door hen te vrijwaren van het pauperisme. Van de andere kant voelde hij zich verantwoordelijk voor hun welzijn door onder andere te zorgen voor huisvesting (bijvoorbeeld de Cité Ouvrière), een toelage uit de ziekenkas bij ziekte, en gepaste ontspanning door de oprichting van een harmonieorkest. Bij zijn gouden huwelijksfeest in 1875 waren de circa 2500 personeelsleden allemaal uitgenodigd op zijn kasteel Vaeshartelt. Van een gericht personeelsbeleid was in die tijd nog geen sprake. In het begin van de 20e eeuw vond een omslag plaats, door verzet van werknemers tegen deze inmenging door de werkgever, en door de opkomst van sociale wetgeving.